# Actinonaias pectorosa
Actinonaias pectorosa là một loài trai nước ngọt, là động vật thân mềm hai mảnh vỏ sống dưới nước trong họ Unionidae.
Đây là loài đặc hữu của Hoa Kỳ.